# Эшборн — Франкфурт U23
Эшборн — Франкфурт U23 (нем. Eschborn-Frankfurt U23) — шоссейная однодневная велогонка, с 1998 года проводящаяся в немецкой земле Гессен по маршруту между городами Эшборн и Франкфурт.

## История

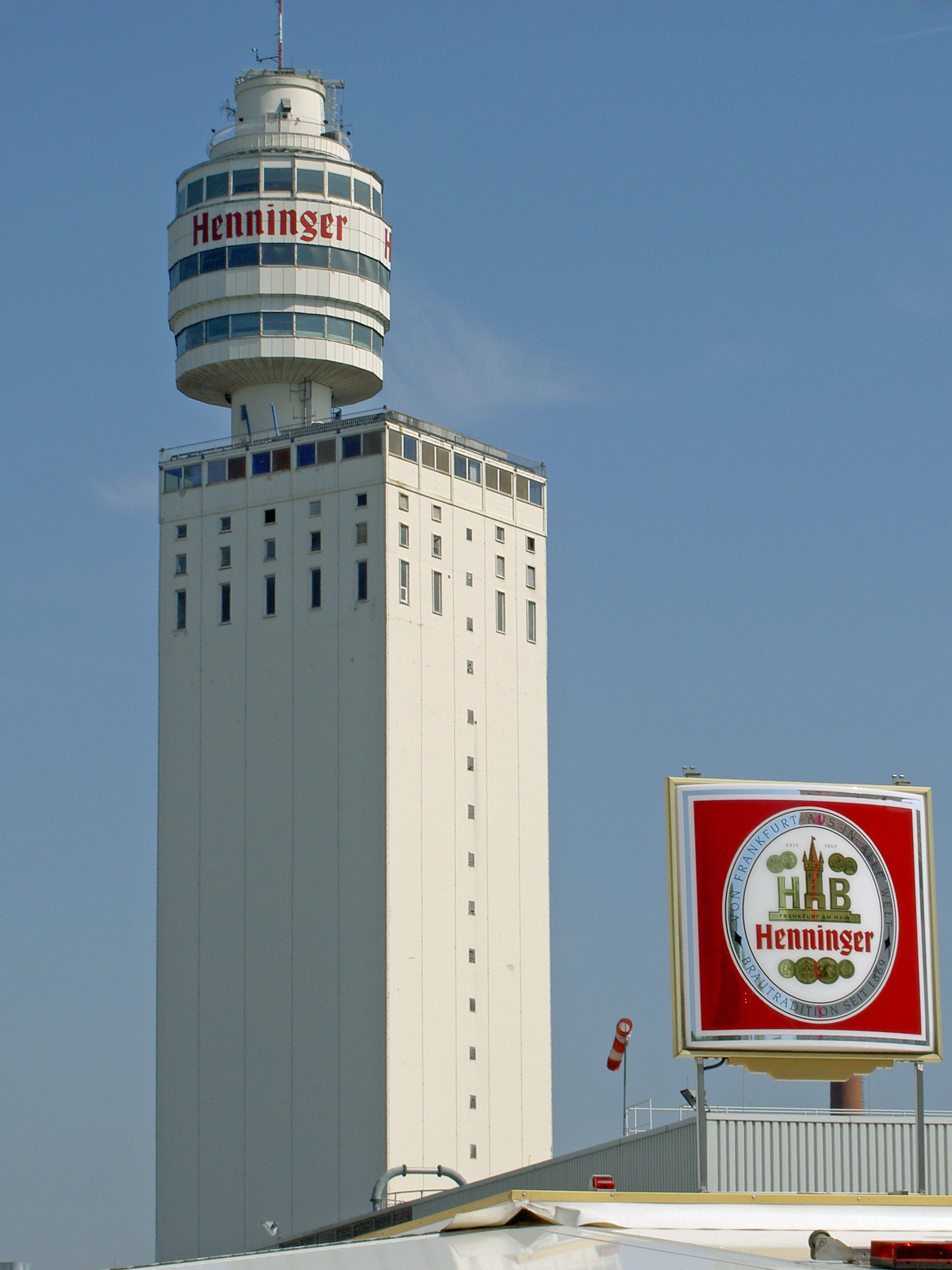
Разрушенная в настоящее время Башня Хеннингера во Франкфурте

Гонка создана в 1998 году как молодёжная версия гонки высшей категории «Эшборн — Франкфурт» и проводится с ней в один день 1 мая. Название гонки аналогично «старшей», только с приставкой U23 (до 23-х лет) и менялось каждый раз после изменения названия у основной гонки.
С 2008 года однодневка проводится в рамках Европейского тура UCI под категорией 1.2U. В 2015 году соревнование было отменено по соображениям безопасности из-за угрозы теракта.
Протяжённость дистанции составляет от 140 до 170 км, что на 30-60 км меньше чем у взрослой версии гонки, но профиль маршрута аналогичный.

## Призёры
| Год                                              | Победитель          | Второй                | Третий              |         |
| ------------------------------------------------ | ------------------- | --------------------- | ------------------- | ------- |
| Rund um den Henninger-Turm (U23)                 |                     |                       |                     |         |
| 1998                                             | Рафаэль Шведа       | Штефан Рютиманн       | Марсель Штраусс     |         |
| 1999                                             | Штефан Шрек         | Йохен Саммер          | Маркус Вильфурт     |         |
| 2000                                             | Торстен Хикман      | Дирк Рейхль           | Томас Брун Эриксен  |         |
| 2001                                             | Дэвид Копп          | Дирк Рейхль           | Кристиан Фаннбергер |         |
| 2002                                             | Бернхард Коль       | Штефан Руккер         | Штеффен Локкан      |         |
| 2003                                             | Денис Тищенко       | Маркус Фотен          | Бриан Вандборг      |         |
| 2004                                             | Марк Де Мар         | Томас Деккер          | Бас Гилинг          |         |
| 2005-2007 не проводилась                         |                     |                       |                     |         |
| 2008                                             | Штефан Денифль      | Кристоф Соколл        | Жан-Мишель Шлютер   |         |
| Eschborn-Frankfurt City Loop (U23)               |                     |                       |                     |         |
| 2009                                             | Джек Бобридж        | Даниэль Шорн          | Маттиас Брендле     |         |
| Rund um den Finanzplatz Eschborn-Frankfurt (U23) |                     |                       |                     |         |
| 2010                                             | Тино Тёмель         | Веслей Кредер         | Лоик Ауберт         |         |
| 2011                                             | Патрик Берч         | Флориан Шейт          | Мауриц Ламмертинк   |         |
| 2012                                             | Свен Эрик Бюстрём   | Михаэль Вальгрен      | Мауриц Ламмертинк   |         |
| 2013                                             | Лассе Норман Хансен | Михаэль Вальгрен      | Максимилиан Верда   |         |
| 2014                                             | Мадс Педерсен       | Нильс Политт          | Свен Эрик Бюстрём   |         |
| 2015 отменена из-за угрозы теракта               |                     |                       |                     |         |
| 2016                                             | Конрад Гесснер      | Бенджамин Деклерк     | Кристоф Нопп        |         |
| 2017                                             | Фабио Якобсен       | Каспер Педерсен       | Патрик Мюллер       |         |
| 2018                                             | Никлас Ларсен       | Йонас Руч             | Мартен Коистра      |         |
| 2019                                             | Фредерик Мадсен     | Кэйден Гровс          | Джейк Стюарт        |         |
| 2020                                             | отменён             | отменён               | отменён             | отменён |
| 2021                                             | отменён             | отменён               | отменён             | отменён |
| 2022                                             | отменён             | отменён               | отменён             | отменён |
| 2023                                             | Joshua Gudnitz      | Густав Ван            | Аклилу Арефейн      |         |
| 2024                                             | Wessel Mouris       | Peter Øxenberg Hansen | Александр Хансен    |         |